# Аль-Фаиз Бинасриллах
Абуль-Касим Иса ибн Исмаил аль-Фаиз, известный как аль-Фаиз Бинасриллах (араб. الفائز ﺑﻨﺼﺮ الله‎; 1149—1160) — тринадцатый халиф Фатимидского халифата, правивший с 1154 по 1160 год.

## Биография
Аль-Фаиз стал преемником своего отца Аз-Зафира Биамриллаха в драматических обстоятельствах: его молодой отец был зарезан своим любовником Насиром, пасынком амбициозного генерала аль-Салара, когда аль-Фаизу не было и шести лет. Насилие и убийства, свидетелем которого стал юный халиф, спровоцировали судороги, которые сопровождали его на протяжении всей его недолгой жизни.
Юный возраст халифа, по законам суннитского шариата, не позволял ему самостоятельно управлять страной и общиной, но для шиитов это не было препятствием для вступления на трон при условии наличия регента.
В 1154 году восстание, начатое аль-Саларом и его сторонниками, удалось подавить, сам аль-Салар и его сын Насир были убиты, после чего аль-Фаиз был официально возведен на престол. Во время короткого правления аль-Фаиза страной управлял регент, визирь Талай ибн Руззик (1154—1161), который пытался создать единый фронт против крестоносцев в союзе с эмиром Нур ад-Дином Зенги (1140—1174).
Аль-Фаиз умер в 1160 году, и его сменил его брат аль-Адид Лидиниллах.